# Mikhail Pandoursky
Mikhail Pandoursky (Михаил Пандурски) (né le 29 juillet 1955 à Sofia) est un réalisateur et scénariste bulgare.

## Filmographie
- 1990 :  Edinstveniyat svidetel
- 1994 :  Golgota
- 2012 : Incognita